# Skenea turgida
Skenea turgida is een slakkensoort uit de familie van de Skeneidae. De wetenschappelijke naam van de soort is voor het eerst geldig gepubliceerd in 1912 door Odhner.